# Стро, Кейси
Кейси Стро (англ. KayCee Stroh; род. 29 мая 1984, Солт-Лейк-Сити, Юта, США) — американская актриса, кинопродюсер, певица и танцовщица.

## Ранние годы
Кейси Стро родилась в Солт-Лейк-Сити (штат Юта, США) в семье Брюса и Синди Стро. У Кейси есть две старших сестры-танцовщицы.

## Карьера
Кейси дебютировала в кино в 2004 году, сыграв роль танцовщицы в фильме «Аммон и король Лэмони». В 2006—2008 годы Стро играла роль Лесли в телесериале «Всё тип-топ, или жизнь Зака и Коди». Всего она сыграла в девяти фильмах и телесериалах.
В 2011 году Кейси дебютировала в качестве продюсера с телесериалом «Шейптаун, США». Также Кейси является танцовщицей и певицей.

## Личная жизнь
С 9 января 2009 года Кейси замужем за кинопродюсером Беном Хиггинсом, с которым она встречалась 13 месяцев до их свадьбы. У супругов есть две дочери — Зетта Ли Хиггинс (род. 08.05.2013) и Летти Луиз Хиггинс (род. 15.10.2015).

## Фильмография
| Год       |     | Русское название                   | Оригинальное название              | Роль        |
| --------- | --- | ---------------------------------- | ---------------------------------- | ----------- |
| 2004      | кор | —                                  | Ammon & King Lamoni                | танцовщица  |
| 2006      | тф  | Классный мюзикл                    | High School Musical                | Марта Кокс  |
| 2006—2008 | с   | Всё тип-топ, или Жизнь Зака и Коди | The Suite Life of Zack & Cody      | Лесли       |
| 2007      | тф  | Классный мюзикл: Каникулы          | High School Musical 2              | Марта Кокс  |
| 2008      | ф   | Классный мюзикл: Выпускной         | High School Musical 3: Senior Year | Марта Кокс  |
| 2010      | с   | Лига                               | The League                         | Кэти        |
| 2011      | с   | —                                  | Shapetown, USA                     | Лиз Смелтон |
| 2018      | с   | Энди Мак                           | Andi Mack                          | Зои         |
| 2019      | с   | Классный мюзикл: Мюзикл            | High School Musical: The Musical   | Кейси       |